# Åsa Lönnqvist
Åsa Britta Lönnqvist (* 14. April 1970 in Tyresö) ist eine ehemalige schwedische Fußballspielerin. Im Anschluss an ihre Spielerkarriere engagierte sie sich als Sportfunktionärin.

## Karriere
Lönnqvist begann ihre Karriere bei Tyresö FF. Mit der Frauenmannschaft des Klubs stieg sie 1992 in die Damallsvenskan auf und avancierte im folgenden Jahr zur Nationalspielerin. Am 9. März 1993 bestritt sie ihr A-Länderspieldebüt, das mit 3:1 über die Nationalmannschaft Frankreichs einen erfolgreichen Ausgang nahm. Während sie mit ihrer Vereinsmannschaft gegen den Abstieg kämpfte, hatte sie sich in der Auswahlmannschaft als Stammspielerin etabliert. Zwei Jahre nach ihrem Debüt nahm sie mit der Nationalmannschaft an der Weltmeisterschaft 1995 teil. Im Turnierverlauf mit drei Spieleinsätzen, scheiterte sie im Viertelfinale an der Nationalmannschaft Chinas mit 3:4 im Elfmeterschießen. Auch am olympischen Fußballturnier 1996 nahm sie teil, in dem sie mit ihrer Mannschaft jedoch nach Beendigung der Gruppenphase ausschied.
Am Ende der Spielzeit 1996 stieg Lönnqvist mit Tyresö FF in die seinerzeit unter dem Namen Division 1 zweitklassige und zweigleisige Liga ab. Daraufhin wechselte sie zum amtierenden Meister Älvsjö AIK, mit dem sie in den folgenden Jahren die Meisterschaft und den Pokalwettbewerb dominierte. Entsprechend stellte der Klub auch etliche Nationalspielerinnen und an der Seite ihrer Vereinsmitspielerinnen Cecilia Sandell, Camilla Andersson, Malin Allberg, Malin Swedberg, Eva Larsson und Malin Andersson gehörte sie dem Kader für die Europameisterschaft 1997 unter Nationaltrainerin Marika Domanski Lyfors an, schied mit der Mannschaft jedoch im Halbfinale gegen die Nationalmannschaft Deutschlands aus. Auch zwei Jahre später stellte der Verein fünf der 20 Spielerinnen für die Weltmeisterschaftsendrunde 1999, bis zur 1:3-Niederlage gegen die Nationalmannschaft Norwegens bestritt Lönnqvist alle vier Turnierspiele. In der Spielzeit 2000 nur noch Tabellendritter, gehörte sie dennoch zum Kader für das olympische Fußballturnier. Wiederum schied sie mit ihrer Mannschaft in der Gruppenphase aus; sie selbst kam nicht zum Einsatz. Nach 76 Länderspielen, in denen ihr ein Tor gelang, beendete sie anschließend ihre Karriere; ihren letzten Einsatz als Nationalspielerin für den SvFF hatte sie am 11. Juni 2000 beim 7:0-Sieg über die Nationalmannschaft Spaniens im letzten Spiel der EM-Qualifikationsgruppe 1 in Karlskoga.

## Erfolge
Nationalmannschaft
- Algarve-Cup-Finalist 1996, 1995, -Dritter 1997, 1994

Älvsjö AIK
- Schwedischer Meister 1997, 1998, 1999
- Schwedischer Pokal-Sieger 1999

## Sonstiges
Nach ihrem Karriereende wechselte Lönnqvist in den Vorstand ihres ehemaligen Vereins Tyresö FF. Im März 2011 wurde sie zudem in den Vorstand des Svenska Fotbollförbundet gewählt.